# براندون براونر
براندون براونر (بالإنجليزية: Brandon Browner)‏ هو لاعب كرة قدم أمريكية ولاعب كرة القدم الكندية أمريكي، ولد في 2 أغسطس 1984 في لوس أنجلوس في الولايات المتحدة.

## وصلات خارجية
- براندون براونر على موقع مرجع كرة القدم المحترفة.كوم (الإنجليزية)
- براندون براونر على موقع JustSportsStats.com (الإنجليزية)